# Безумов, Александр Николаевич
Алекса́ндр Никола́евич Безу́мов (26 сентября 1926 — 17 июля 1982) — советский художник, заслуженный деятель искусств Коми АССР (1976).
Родился 26 сентября 1926 года в селе Великовисочном (ныне Заполярный район Ненецкого автономного округа). В 1943 году, до окончания школы, призван на фронт Великой Отечественной войны. Воевал в составе 257-го стрелкового Варшавского полка. Участвовал в Берлинской наступательной операции.
В марте 1950 года демобилизован. Возвратился в Нарьян-Мар, работал инструктором окружного комитета ВЛКСМ, экстерном окончил среднюю школу. В 1951 по 1958 годы учился в Ленинградском высшем художественном училище им. В. И. Мухиной. Был преподавателем детской художественной студии в Нарьян-Маре с 1958 по 1959 годы. С 1959 года жил в Сыктывкаре. Все творчество посвящено Северу. В 1976 году — заслуженный деятель искусств Коми АССР. В 1979 году передал в дар Ненецкому окружному краеведческому музею 37 произведений. В 1959 году — выставки в Сыктывкаре, в 1964 году в Архангельске, в 1979 году в Нарьян-Маре. Умер 17 июля 1982 года.

## Награды
- Медаль «За отвагу»
- Медаль «За боевые заслуги»
- Медаль «За победу над Германией в Великой Отечественной войне 1941—1945 гг.»
- Медаль «За освобождение Варшавы»
- Медаль «За взятие Берлина»